# Joseph Erlanger
Joseph Erlanger (ur. 5 stycznia 1874 w San Francisco w Kalifornii, zm. 5 grudnia 1965 w St. Louis w Missouri) – amerykański fizjolog, laureat nagrody Nobla w dziedzinie fizjologii i medycyny (wraz z H. S. Gasserem), za badania nad zróżnicowaniem czynności (funkcji) włókien nerwowych, które doprowadziły do odkrycia 3 grup neurytów o różnym progu pobudliwości i prędkości przewodzenia.

## Życiorys[1]
Urodził się jako szóste z siedmiu dzieci Hermana Erlangera i Sary Galinger - oboje byli imigrantami z południowych Niemiec.
W 1891, po ukończeniu szkoły średniej, rozpoczął studia na Wydziale Chemii na Uniwersytecie Kalifornijskim, które ukończył w 1895 roku. W 1899 uzyskał wykształcenie medyczne na Uniwersytecie Johna Hopkinsa w Baltimore.
W 1904 roku zaprojektował i skonstruował Sfigmomanometr - urządzenie do pomiaru ciśnienia krwi. W 1906 zrezygnował z pracy na uczelni Hopkinsa i przeniósł się na Uniwersytet w Wisconsin, gdzie został pierwszym profesorem fizjologii na wydziale medycznym. Na początku lat dwudziestych zaczął zajmować się neurofizjologią.
W 1944 roku wraz z H. S. Gasserem otrzymał nagrodę Nobla.
Zmarł 5 grudnia 1965 roku w wyniku niewydolności serca.